# Spinimbecco
Spinimbecco is een plaats (frazione) in de Italiaanse gemeente Villa Bartolomea.